# Асеу
Асеу (рум. Asău) — село у повіті Бакеу в Румунії. Входить до складу комуни Асеу.
Село розташоване на відстані 223 км на північ від Бухареста, 42 км на захід від Бакеу, 120 км на південний захід від Ясс, 106 км на північний схід від Брашова.

## Населення
За даними перепису населення 2002 року у селі проживали 2393 особи. Рідною мовою 2389 осіб (99,8%) назвали румунську.
Національний склад населення села:
| Національність | Кількість осіб | Відсоток |
| -------------- | -------------- | -------- |
| румуни         | 2234           | 93,4%    |
| цигани         | 155            | 6,5%     |